# Invariant de nœuds

Les deux nœuds sont équivalents, leur invariant est donc identique.

En théorie des nœuds, un invariant de nœuds est une quantité définie pour chaque nœud qui est la même pour tous les nœuds équivalents. On parlera d'équivalence lorsqu'on peut passer d'un nœud à un autre par un ensemble de mouvements de Reidemeister. 
Ces invariants topologiques peuvent être de tout type : des booléens, des scalaires, des polynômes (polynôme d'Alexander, le polynôme de Jones, le polynôme HOMFLY (en)) ou encore le groupe fondamental du complément d'un nœud, les invariants de type fini (en) de Vassiliev et l'intégrale de Kontsevich (en).
La tricolorabilité est un invariant de nœuds.